# Morgan Plumb
George Morgan Plumb (ur. 12 kwietnia 1913 w York, ob. części Toronto, zm. 1 sierpnia 1971 w Oakville) – kanadyjski zapaśnik walczący w stylu wolnym. Olimpijczyk z Londynu 1948, gdzie zajął dziesiąte miejsce w wadze lekkiej.
Srebrny medalista igrzysk Imperium Brytyjskiego w 1950 roku.

## Letnie Igrzyska Olimpijskie 1948
| Konkurencja      | Rundy eliminacyjne | Rundy eliminacyjne      | Rundy eliminacyjne    | Klas. końcowa |
| Konkurencja      | Przeciwnik I       | Przeciwnik II           | Przeciwnik III        | Miejsce       |
| ---------------- | ------------------ | ----------------------- | --------------------- | ------------- |
| 67 kg styl wolny | Peter Luck (GBR) Z | Hermann Baumann (SUI) P | Sulo Leppänen (FIN) P | 10.           |